# 이즈하라 우편국

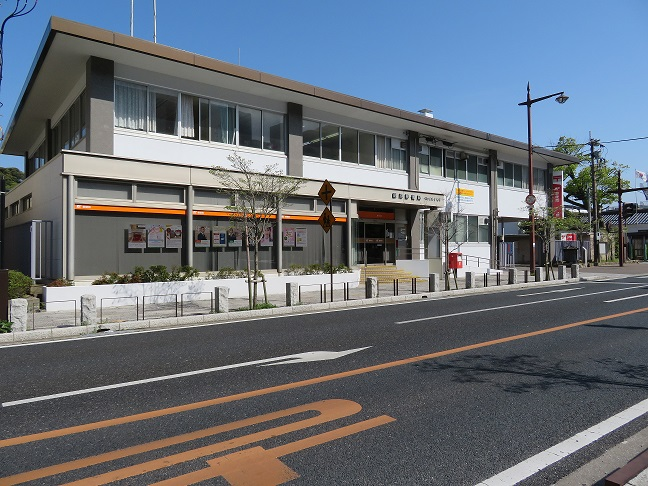
이즈하라 우편국 전경.

이즈하라 우편국(일본어: 厳原郵便局)은 나가사키현 쓰시마시에 위치하고 있는 우체국이다. 그러나 이 우체국은 민영화되기 직전까지만 하여도 집배 업무를 중심으로 전담되는 보통우편국이었다. 이 우체국은 1872년 9월 3일 정식으로 발족하여 개국되었다.

## 주소
- 〒817-8799 나가사키현 쓰시마시 이즈하라정 이마야시키 676번지

## 취급하는 것들
- 우편, 인지, 유팩, 내용 증명 우편
- 예금, 환율, 우편 대체, 계좌를 목적으로 하는 송금, 외화 환전, 국제 송금, 국채, 여행자 수표, 투자신탁
- 오토바이를 위한 자동차보험, 일반적인 자동차보험, 생명보험
- 유초 은행의 ATM 사업
- 쓰시마시 내에서의 일부 집배 업무 수탁

## 주변 시설
- 쓰시마시청
- 쓰시마시 교통센터 (티아라몰)[1]
- 쓰시마 역사민속자료관
- 국도 제382호선
- 토요코인 이즈하라점
- 호텔 쓰시마
- 쓰타야 호텔
- 벨포레 호텔
- 반쇼인
- 나가사키현립 쓰시마 고등학교

## 교통편
- 이즈하라항 터미널 빌딩에서 북쪽으로 약 900m (걸어갈 경우 약 10분 소요)
- 쓰시마 교통 소속 버스 노선이 이즈하라 정류장에 하차 가능
- 주차장 주차 가능 대수 : 6대
  - 비고 : 이 우편국에는 주차하게 될 수 있는 차량의 수가 매우 적기 때문에 되도록이면 도보로 이동할 것을 적극적으로 권장해야 하며, 그 외의 다른 방법은 쓰시마 교통 소속 버스 노선을 이용하는 것이 가장 바람직.

## 자매 우체국
- 대한민국의 부산광역시에 위치한 부산영도우체국이 이즈하라 우편국의 자매 우체국이다.

## 같이 보기
- 히타카쓰 우편국